# 태광그룹
태광그룹은 1950년 창업주 이임용 회장이 설립한 태광산업을 모태로 섬유·석유화학, 금융, 미디어, 인프라·레저, 육영·Art 등의 분야에서 사업을 영위하고 있는 기업 집단이다. 2018년 5월 대한민국 공정거래위원회가 발표한 대규모 기업집단 지정 현황(공기업 제외)에서 자산총액 약 8조 7천억 원으로 재계 서열 36위를 기록하였다. (2020년 기준 재계 순위 49위)
2011년 기준으로 회장은 창업주 고 이임용 회장의 3남인 이호진이며 롯데그룹 신격호 회장의 동생인 신선호(일본 산사스식품 회장)의 맏딸인 신유나와 결혼해 슬하에 현준·현나 남매를 두고 있다.
박연차 회장의 태광실업과 사명이 유사하나, 관련성은 없다.

## 연혁
- 1950년 태광산업 출범(동양실업 지분투자)
- 1954년 태광산업사 설립
- 1961년 태광산업주식회사 법인 설립.
- 1971년 동양합섬을 흡수합병함. 태광산업 여자배구단 창단.
- 1973년 흥국생명보험 인수
- 1975년 대한화섬 인수.
- 1977년 학교법인 일주학원 설립(세화고등학교, 세화여자고등학교, 세화여자중학교 설립 인가)
- 1978년 고려저축은행 인수. 태광전자(구 천일사)를 전자사업부로 흡수합병하고 안양공장을 완공.
- 1990년 재단법인 일주학술문화재단 설립. 흥국생명 여자배구단 창단.
- 1993년 중앙연구소 설립(대덕연구단지).
- 1997년 한국케이블TV안양방송 (현 티브로드안양방송) 설립.
- 2000년 E채널 설립.
- 2003년 한빛방송(한빛아이앤비) 인수, 태광산업 위탁 업체 에이에스텍(태광 A/S) 설립.
- 2005년 태광산업이 전자사업부를 정리하고 사후관리체계로 전환함(국내 오디오 시장의 위축으로 인한 사업성 악화). 이후 안양공장을 매각.
- 2006년 티브로드 CI 발표. 디지털방송 상용화. 쌍용화재 (현 흥국화재해상보험), 피데스증권중개 (현 흥국증권), 예가람저축은행 인수
- 2008년 흥국금융가족 통합 CI 발표. MPP 티캐스트 설립.
- 2009년 핑크스파이더스 V-리그 3연패 달성. 큐릭스 인수.
- 2010년 티캐스트, 여성영화채널 씨네프(cineF) 개국. 선화예술문화재단 설립(문화체육관광부 소관). 일주&선화갤러리 개관.
- 2011년 티캐스트, 애니채널 챔프TV 인수, 잠정운영.
- 2023년 티캐스트, 해체 애니채널 챔프TV 인수 재매각 애니원TV 통합 대원방송

## 현재 태광그룹 계열사

### 석유화학·섬유
- 태광산업
  - 석유화학사업부 (태광산업 울산1,2,3공장)
  - 합섬사업부 (태광산업 울산공장)
  - 방적사업부 (태광산업 반여공장)
  - 제직사업부 (태광산업 경주공장)
  - 가공사업부 (태광산업 대구공장)
  - 신소재사업부 (태광산업 울산공장)
  - 중앙연구소
- 대한화섬
- 태광화섬 유한공사
- 세광패션

흥국생명 빌딩, 광화문 랜드마크 해머링 맨(Hammering Man)

### 종합 금융
- 흥국생명보험
- 흥국화재해상보험 (구 쌍용화재해상보험)
- 흥국자산운용 (구 태광투자신탁운용)
- 흥국증권 (구 피데스증권)
- 고려저축은행
- 예가람저축은행

- 흥국생명 배구단 핑크스파이더스
- 에이치케이금융파트너스

### 미디어·엔터테인먼트
- 쇼핑엔티(홈쇼핑 채널)
- 티캐스트(방송 프로그램 제작업)
- 씨네큐브
- 한국케이블텔레콤 (KCT)
- 티피엔에스 (TPNS)
- 티시스 (TSIS, 구 태광시스템즈)
- KDMC

### 서비스·레저·건설·식음
- 태광 C.C.
- 휘슬링락 whistling rock
- 티알엔 (TRN, 구 한국도서보급)
- 티시스
- 바인하임 메르드뱅(와인)
- 에이에스텍 (태광 A/S)
- 동림건설

### 비영리·교육·재단
- 세화예술문화재단
- 세화미술관
- 일주 · 세화학원 (세화고, 세화여고, 세화여중)
- 일주학술문화재단
- 삼일로 창고극장 (2013년 10월까지 지원, 2015년 10월 잠정 폐쇄됐다.)[3]

## 태광그룹 전 계열사
- 태광산업 전자사업부 (태광에로이카, 태광산업 안양공장)
- 태광하이티나
- 티브로드 (티브로드는 2020년 4월에 SK브로드밴드로 통폐합됐다.)

## 역대 CEO
- 1대 이임용 (창업주, 1973년 ~ 1996년)
- 2대 이기화 (1997년 ~ 2004년)
- 3대 이호진 (2004년 ~ 현재)
- 이석진 - 부회장 (이임용 창업주 장남, 1997년 ~ 2004년)

## 같이 보기
- 대한민국의 재벌
- 대한민국의 대기업